# Llépol del Cap
El llépol del Cap (Promerops cafer) és un ocell de la família dels promeròpids (Promeropidae). Habita zones de matoll de les muntanyes del sud de Sud-àfrica.